# Axishirsche

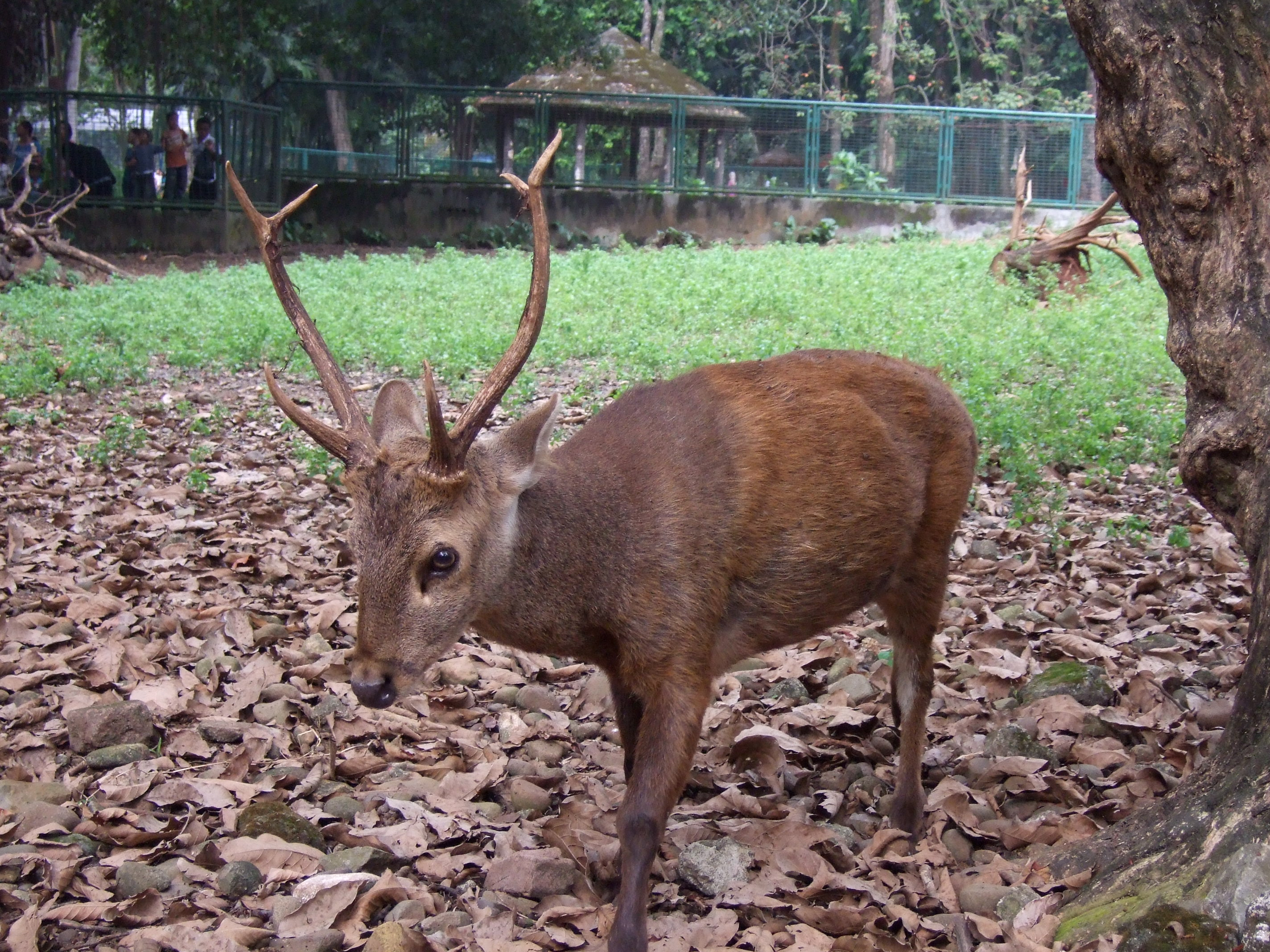
Bawean-Hirsch mit der für Axishirsche typischen Geweihform

Die Axishirsche (Axis) sind eine Gattung in Süd- und Südostasien lebender Hirsche (Cervidae). Axishirsche gehören zu den am lebhaftesten gezeichneten Hirschen weltweit. Ihr rotbraunes Fell weist ganzjährig weiße Flecken auf.

## Merkmale
Axishirsche haben eine Körperlänge zwischen 1,1 und 1,75 Meter. Ihr Schwanz ist für Hirsche verhältnismäßig lang und misst 13 bis 38 Zentimeter. Männchen haben eine Schulterhöhe von 60 bis knapp 1 Meter. Sie wiegen zwischen 27 und 110 Kilogramm.
Das Fell aller vier Arten ist leuchtend rotbraun gefärbt. Neben den fast weißen Flecken, die sie auf dem Oberkörper haben, haben sie einen weißen Kehlfleck, einen weißen Bauch und heller gefärbte Läufe. Kennzeichnend für sie ist außerdem der eher buschige Schwanz mit der weißen Unterseite. Das Geweih, das wie bei fast allen Hirscharten nur die Männchen tragen, hat jeweils drei Enden pro Stange. Während der Axishirsch zeitlebens ein auffälliges Fleckenkleid trägt und schlank gebaut ist, sind die übrigen drei Arten stämmiger gebaut und die Fleckenzeichnung ist unauffälliger oder fehlt ganz. Diese Tiere erreichen Kopfrumpflängen von 100 bis 175 Zentimeter, eine Schulterhöhe von 60 bis 100 Zentimeter und ein Gewicht von 27 bis 110 Kilogramm.
Von den vier Arten ist der Axishirsch der für den menschlichen Betrachter mit dem gleichmäßigsten und elegantesten Körperbau. Die anderen drei Arten haben kürzere Beine und einen gedrungeneren Körper. Bei Störungen flüchten sie in die Dickung und durchwinden sie ähnlich wie Schweine. Der Geweihaufbau einzigartig. Die Stange biegen sich erst nach hinten und dann wieder nach vorne. Aug- und Mittelsprosse entspringen der Geweihstange in einem Winkel von 90 Grad und ist an der Spitze senkrecht nach oben gebogen. Der Axishirsch hat von allen Axishirschen das größte Geweih. Bei ihm misst die Geweihstange 76 und 96 Zentimeter. Die anderen drei Axishirscharten haben Geweihlängen zwischen 39 und 61 Zentimeter. Da es sich um tropische Hirscharten handelt, ist der Zeitraum des Geweihabwurfs und des Geweihwachstums nicht präzise bestimmbar. Selbst Hirsche desselben Lebensraumes können Geweihe in unterschiedlichen Wachstumsphasen aufweisen.
Von den vier Axishirscharten ist der Axishirsch derjenige, von dem die meisten Lautäußerungen zu vernehmen sind. Die anderen drei Hirscharten sind deutlich weniger häufig zu vernehmen. Während der Brunftzeit gibt der männliche Axishirsch raue bellende Laute sowie kehlige, aber hohes Knurren von sich. Weibchen geben bellende Schrecklaute von sich, wenn sie aufgeschreckt werden. Dieser Laut ist auch zu vernehmen, wenn sie vom Männchen während der Brunft getrieben werden.

## Verbreitung
Ihre Heimat ist Süd- und Südostasien, wobei der Bawean- und der Calamian-Hirsch jeweils nur auf kleinen Inseln endemisch sind. Manchmal werden diese beiden Arten lediglich als verwilderte Schweinshirsch-Populationen betrachtet, meist jedoch als eigenständige Arten anerkannt.

## Lebensweise

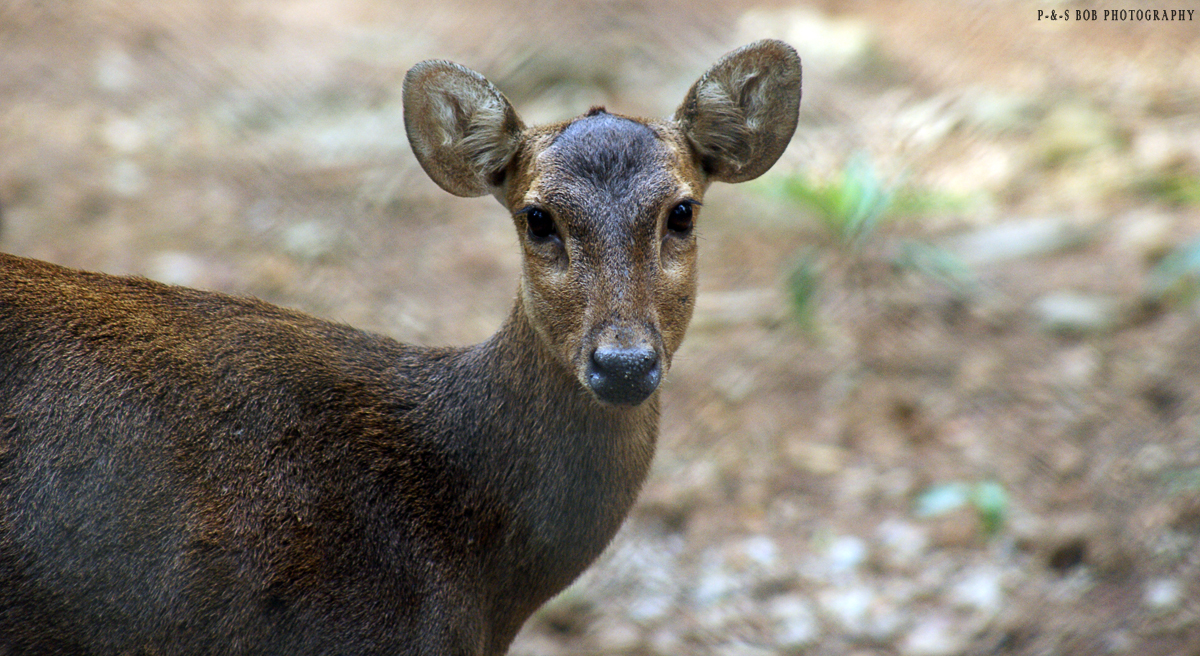
Weiblicher Bawean-Hirsch

Der Axishirsch lebt überwiegend von Gras und ist ein sozialeres Tier als die drei anderen Arten. Sie äsen überwiegend auf Grasland, das direkt an Wald grenzt und in das sie flüchten können, wenn sie gestört werden. Axishirsche profitieren davon, wenn Hausrinder auf ihren Äsplätzen anwesend sind, da Rinder die raueren, längeren Gräser fressen, während Axishirsche die jungen und zarteren Triebe bevorzugen. Daneben fressen sie auch landwirtschaftliche Anbauprodukte, herabgefallene Früchte und Blüten.
Die drei anderen Axishirscharten leben verglichen dazu einzelgängerischer und bewohnen Waldgebiete, Dschungel und Gelände, das mit dichtem Gestrüpp bewachsen ist. Auch sie fressen überwiegend Gras und herabgefallene Früchte, daneben auch Triebe, Knospen und kleine Zweige verschiedener verholzter Pflanzen. Alle Arten sind bevorzugt allem am frühen Morgen und am späten Nachmittag aktiv, während der heißesten Tageszeit ruhen sie und bewegen sich so wenig wie möglich. Fliehende Axishirsche springen häufig auch ins Wasser und entkommen dem Störer schwimmend.
Die Männchen aller vier Arten markieren mit ihren Geweihen, indem sie die äußere Rinde von Baumstämmen fegen und dabei die weiße, innere Rinde freilegen. Insbesondere Axishirsche können dadurch beträchtliche Waldschäden anrichten. In den an die Äsflächen angrenzenden Waldgebieten reiben Axishirsche die Rinde fast an jedem Baum ab. Dies führt sehr häufig dazu, dass die Bäume absterben. Axishirsche verhindern damit, dass ihre Äsflächen verbuschen und in Wald übergehen.

## Fortpflanzung

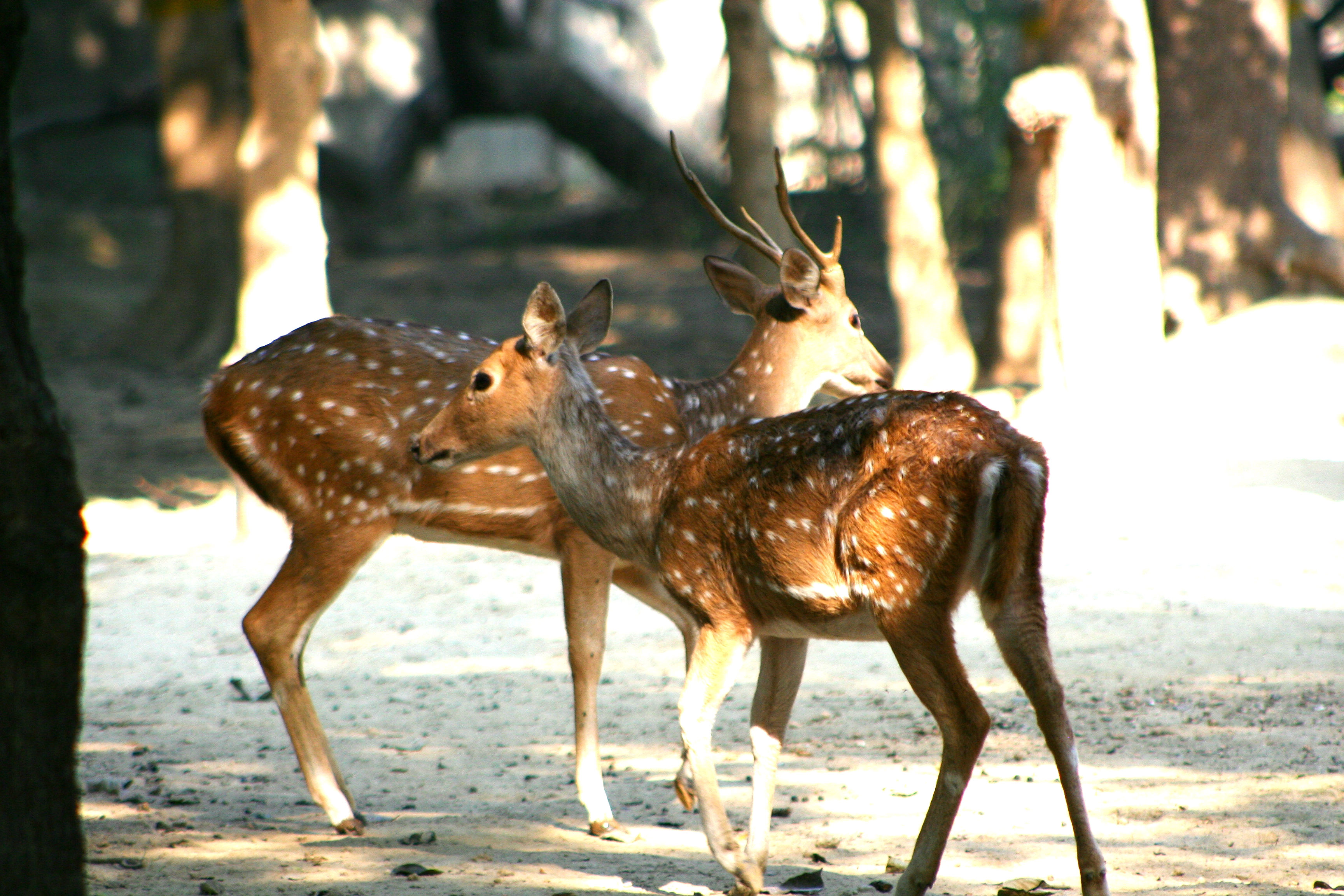
Ein paar Axishirsche

Die Weibchen aller vier Arten sind ganzjährig fortpflanzungsfähig. Sie werden nur von den Männchen besprungen, die ihre Geweihe bereits von der Basthaut befreit haben. Sobald sie ihr Geweih verloren haben und ihnen unmittelbar danach ein neues zu wachsen beginnt, dominieren andere Männchen mit gefegten Geweihen die Herde und kommen zur Fortpflanzung.
Zwischen Axishirschen der Art Axis axis kommt es zu Imponiergehabe, seltener aber zu Kämpfen. Bei den anderen drei Arten ist dies seltener zu beobachten. Sie sind in der Paarungszeit jedoch ausgesprochen aggressiv und kämpfen häufig. Auf Grund dieser Aggressionen werden sie verhältnismäßig selten in Zoologischen Gärten gezeigt. Sie greifen sowohl ihre Pfleger als auch Männchen anderer größerer Arten an.
Die Tragezeit aller Arten ist sehr lang. Junge werden 225 bis 230 Tage nach der Paarung geboren. Bei den meisten kommt lediglich ein Jungtier zur Welt, Zwillinge sind ein seltenes Ereignis. Das gefleckte Fell weisen die Hirschkälber bereits von Geburt an auf. Sie wachsen sehr schnell heran und die weiblichen Jungtiere sind bereits empfängnisbereit, wenn sie ein Lebensalter von 12 Monaten erreicht haben.

## Fressfeinde
Tiger und Rothunde gehören zu den wichtigsten Fressfeinden der Axishirsch. Rothunde jagen gewöhnlich in Rudeln. Axishirsche flüchten gewöhnlich vor ihnen; gelegentlich attackieren Axishirsche diese jedoch und setzen dabei ihre Geweihe und ihre Vorderläufe ein. Vor dem Tiger können Axishirsche dagegen nur flüchten. Sie reagieren daher sofort auf Warnrufe von Vögeln und Affen, die auf einen sich nähernden Tiger hinweisen könnten. Gewöhnlich versuchen sie, so viel Abstand zu dem Tiger zu halten, dass für diesen eine weitere Annäherung sinnlos wird. Alle vier Arten werden darüber hinaus von Pythons gefressen, die in ihrem jeweiligen Lebensraum vorkommen.
Der in Indien und Nepal vorkommende Axishirsch zeigt in den Regionen, in denen Tiger und Rothunde vorkommen, eine besondere Verhaltensanpassung. Da sie gelernt haben, dass beide Arten den Zusammenstoß mit dem Menschen meiden, halten sie sich vermehrt am Rand von Dörfern auf. Nachts kommen sie gelegentlich sogar in die Dörfer und mischen sich dort unter die Hausrinder.
Größer als die Bedrohung durch Rothund und Tiger ist allerdings die Landnahme durch die anwachsende Bevölkerung in Südostasien.

## Arten
Es werden fünf Arten unterschieden:

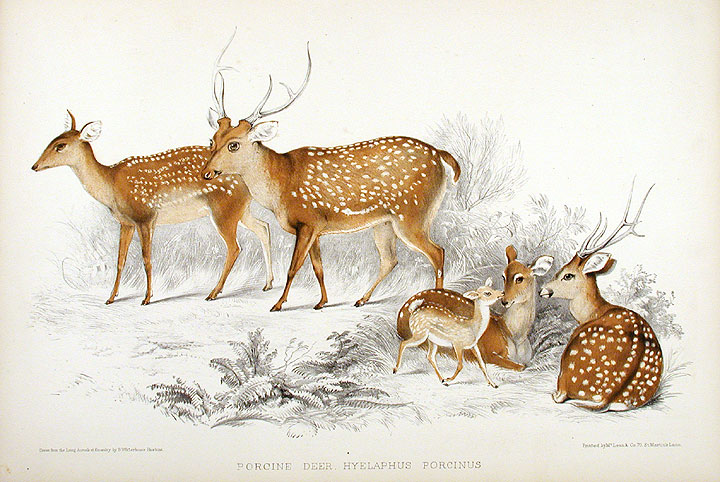
Schweinshirsch

- Axishirsch oder Chital (Axis axis (Erxleben, 1777))

- Axis porcinus-Gruppe

- Hinterindischer Schweinshirsch (Axis annamiticus (Heude, 1888))
- Calamian-Hirsch oder Calamian-Schweinshirsch (Axis calamianensis (Heude, 1888))
- Bawean-Hirsch oder Bawean-Schweinshirsch (Axis kuhlii (Temminck, 1836))
- Schweinshirsch (Axis porcinus (Zimmermann, 1780))

Teilweise wird der Axishirsch in die Untergattung Axis gestellt, die Schweinshirsche dagegen zu Hyelaphus. Systematisch dürften die Axishirsche eng mit den Barasinghas oder Zackenhirschen (Rucervus) verwandt sein.
Nähere Informationen siehe unter den Artartikeln.

## Einzelbelege
1. ↑   Rue, S. 42
2. ↑   Rue, S. 42
3. ↑   Rue, S. 44
4. ↑   Rue, S. 45
5. ↑   Rue, S. 45
6. ↑   Rue, S. 46
7. ↑  Rue, S. 46
8. ↑  Rue, S. 46
9. ↑  Rue, S. 46
10. ↑  Colin Groves und Peter Grubb: Ungulate Taxonomy. Johns Hopkins University Press, 2011, S. 1–317 (S. S. 71–107)
11. ↑  Clément Gilbert, Anne Ropiquet und Alexandre Hassanin: Mitochondrial and nuclear phylogenies of Cervidae (Mammalia, Ruminantia): Systematics, morphology, and biogeography. Molecular Phylogenetics and Evolution 40, 2006, S. 101–117
12. ↑  Alexandre Hassanin, Frédéric Delsuc, Anne Ropiquet, Catrin Hammer, Bettine Jansen van Vuuren, Conrad Matthee, Manuel Ruiz-Garcia, François Catzeflis, Veronika Areskoug, Trung Thanh Nguyen und Arnaud Couloux: Pattern and timing of diversification of Cetartiodactyla (Mammalia, Laurasiatheria), as revealed by a comprehensive analysis of mitochondrial genomes. Comptes Rendus Palevol 335, 2012, S. 32–50